# Biritualismus

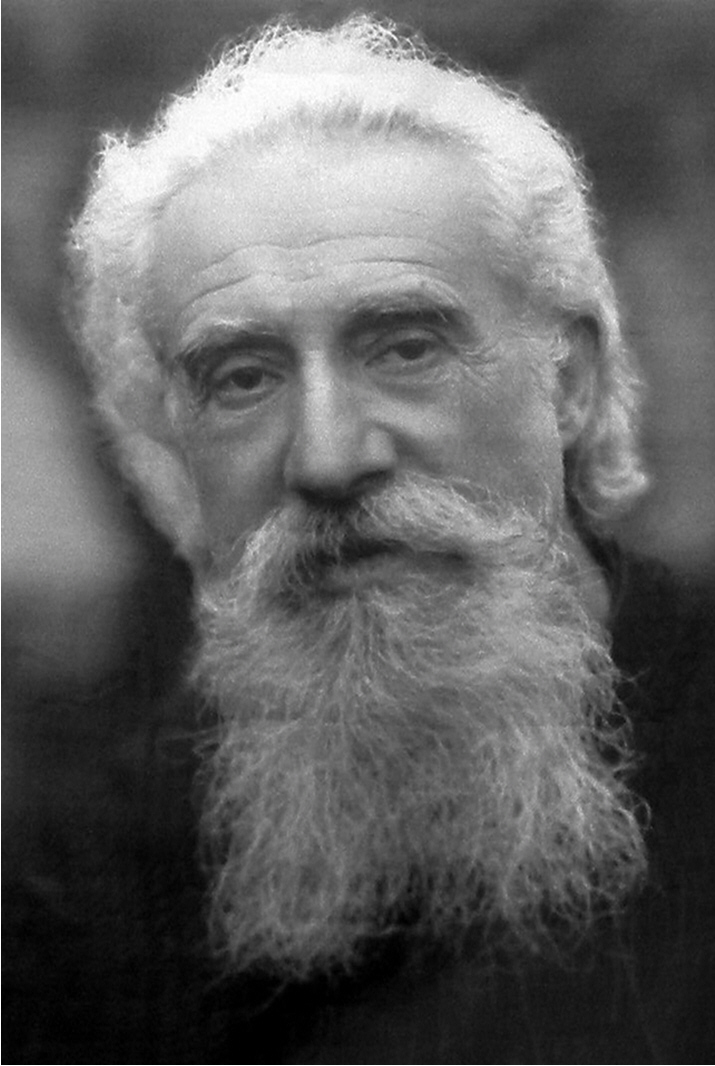
Bl. Vladimir Ghika, rumunský biritualista

Biritualismus je v katolické církvi možnost užívat při liturgii dva rity, většinou římský a byzantský. Pokud duchovní získá oprávnění takto působit, označuje se jako biritualista. V době pronásledování katolické církve v Československu docházelo v podzemní církvi ke svěcení ženatých mužů na řeckokatolické kněze s tím, že jim biskup současně udělil fakultu biritualismu, aby mohli působit v rámci tajných struktur římskokatolické církve.